# Bauke Bies
Bauke Jan Bies (Donkerbroek, 6 november 1959 - Groningen, 20 juni 1999) was een Nederlandse dammer die in de damwereld vooral bekend was door het behalen van de jeugdwereldtitel in 1977. Hij was in het bezit van de titels Internationaal Meester en Nationaal Grootmeester.
Hij groeide op in Friesland en werd Fries kampioen in 1980. Hij ging na zijn schooltijd sterrenkunde studeren in Groningen en werd Gronings kampioen in 1986. Hij werd in 1982 Nederlands kampioen teamwedstrijden met Damclub Fivelgo en won Brunssum Open in 1983, 1984 en 1986. In het seizoen 1998/99 maakte hij deel uit van DC Rinsumageest uit Rinsumageest en behaalde hiermee de 2e plaats in de nationale competitie.
Naast dammen deed hij ook aan schaken en bridge en was mede daardoor bevriend met Jannes van der Wal. Andere overeenkomsten met van der Wal waren dat ze allebei om te studeren van Friesland naar Groningen verhuisden, daar bleven wonen en op 39-jarige leeftijd overleden. De doodsoorzaak van Bauke was hartfalen dat was veroorzaakt door een hartinfarct vier jaar eerder, op 35-jarige leeftijd, tijdens een schaakwedstrijd in een tijdnoodfase.